# 阿立昆族
阿立昆族（Arikun），為臺灣原住民族平埔族群。分布於彰化縣、臺中市東側山麓與南投縣西側區域一帶附近。本族與羅亞族（Lloa）由伊能嘉矩紀錄到斗六柴裡社、斗六東的熟番自稱為「Hoanya」，後來的語言學家即將諸羅山社、打貓社、斗六門社、他里霧社、哆囉嘓社，貓羅社、南投社、北投社、萬斗六社等社番人，歸類為 Hoanya 族。然而根據鍾幼蘭、翁佳音等學者指出：洪雅是由台語 Hoan-á（番仔）轉化而來，台灣很可能並不存在洪雅族，認為羅亞族與阿立昆族兩者應屬於不同民族。目前因同化而已難以辨別。

## 聚落
- 萬斗六社：臺中市霧峰區舊正里。與巴布薩族混居部落。
- 貓羅社(Kakar Barroroch)：彰化縣芬園鄉大埔村、舊社村。
- 北投社(Tausa Mato)：南投縣草屯鎮北投里。
- 南投社(Tausa Talakey)：南投縣南投市。
- 大突社: 彰化縣溪湖鎮
- 大武郡社: 彰化縣社頭鄉

## 外部連結
- 平埔文化專題(平埔文化資訊網)，中央研究院民族學研究所數位典藏
- 中央研究院南島語數位典藏
- 中央研究院語言學研究所